# 小田林站
小田林站（日语：／ Otabayashi eki */?）是位於茨城縣結城市大字小田林2546號，東日本旅客鐵道（JR東日本）的水戶線車站。本站以東由水戶分社管轄。在此站與小山站之間設有中性區。車站名稱日文讀法為，而所在地地名讀法為。

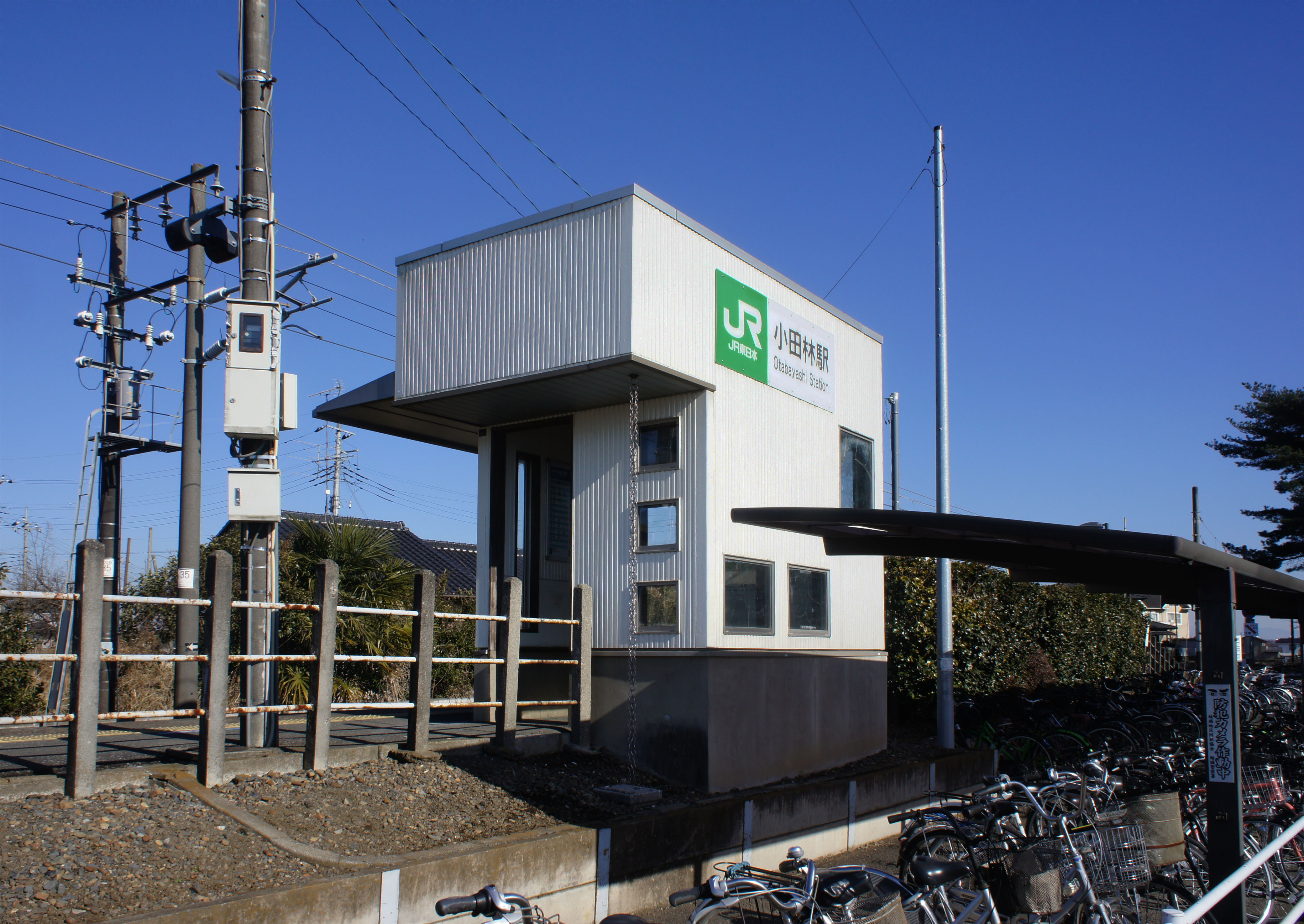
候車室(2022年1月)

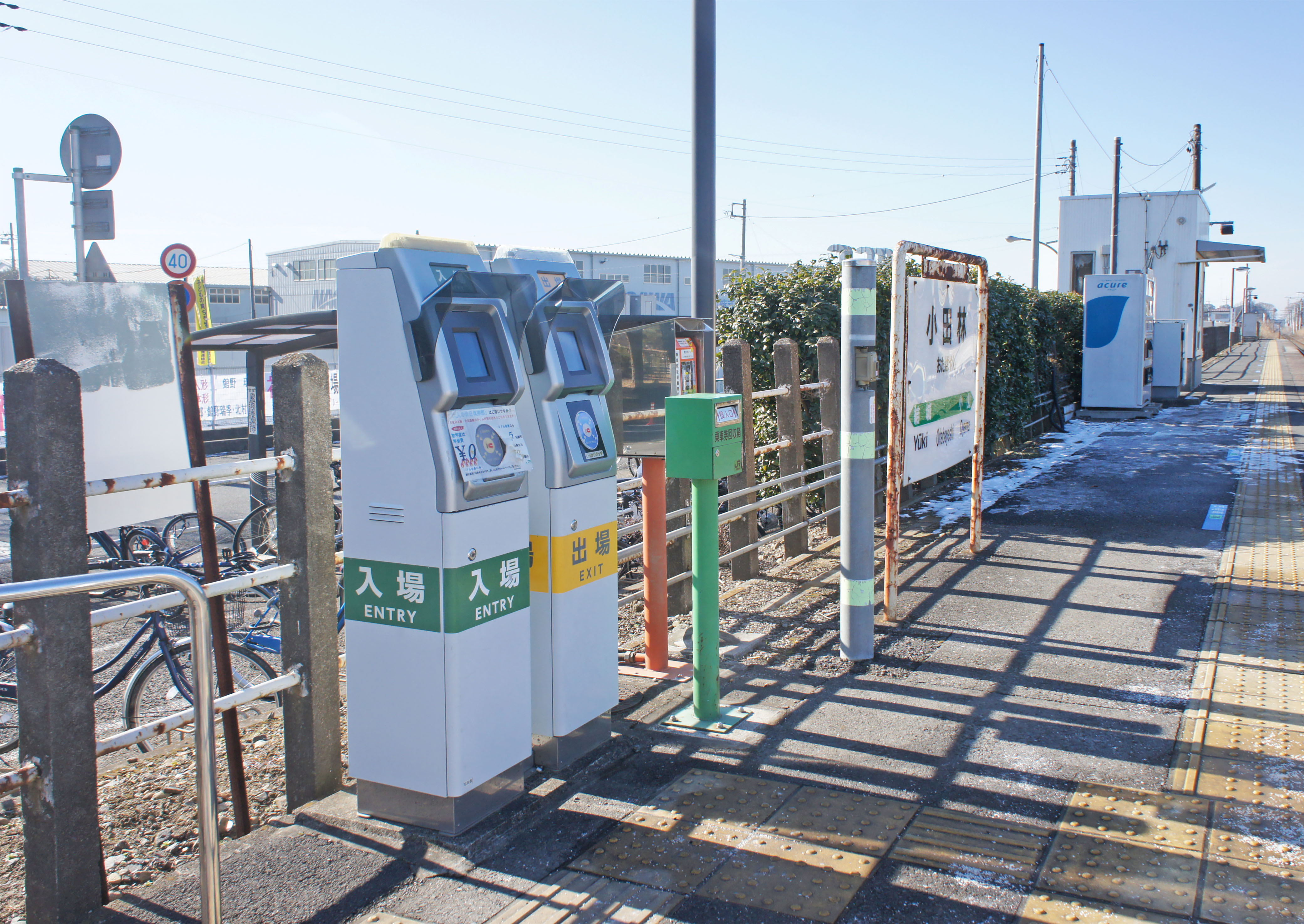
驗票口(2022年1月)

## 概要
此站位於結城市西邊，為水戶線在茨城縣最西邊的車站。

### 在此站行走的運行形態
- 上行（小山方向）
  - 在日間，大約每小時設有1班普通列車（小山）停靠。在早上和黃昏設有來自下館的列車[1]。
- 下行（友部方向）
  - 在日間，大約每小時設有1班普通列車（友部）停靠。在早上和黃昏部分列車只前往下館或直通至常磐線（水戶、勝田方向）的水戶站[1]。

## 歷史
- 1955年（昭和30年）4月1日：車站啟用。
- 1987年（昭和62年）4月1日：伴隨國鐵分割民營化，車站由東日本旅客鐵道（JR東日本）營運。
- 2001年（平成13年）11月18日：此站可以開始使用IC卡Suica。
- 2005年（平成17年）3月：月台延長至5卡工程（原來只可容納4卡），同時候車室改善工程完成。
- 2014年（平成26年）3月15日：隨著時間表修正，所有普通列車均停靠此站。在前日，部分早上和深夜部分列車會通過此站。

## 車站構造

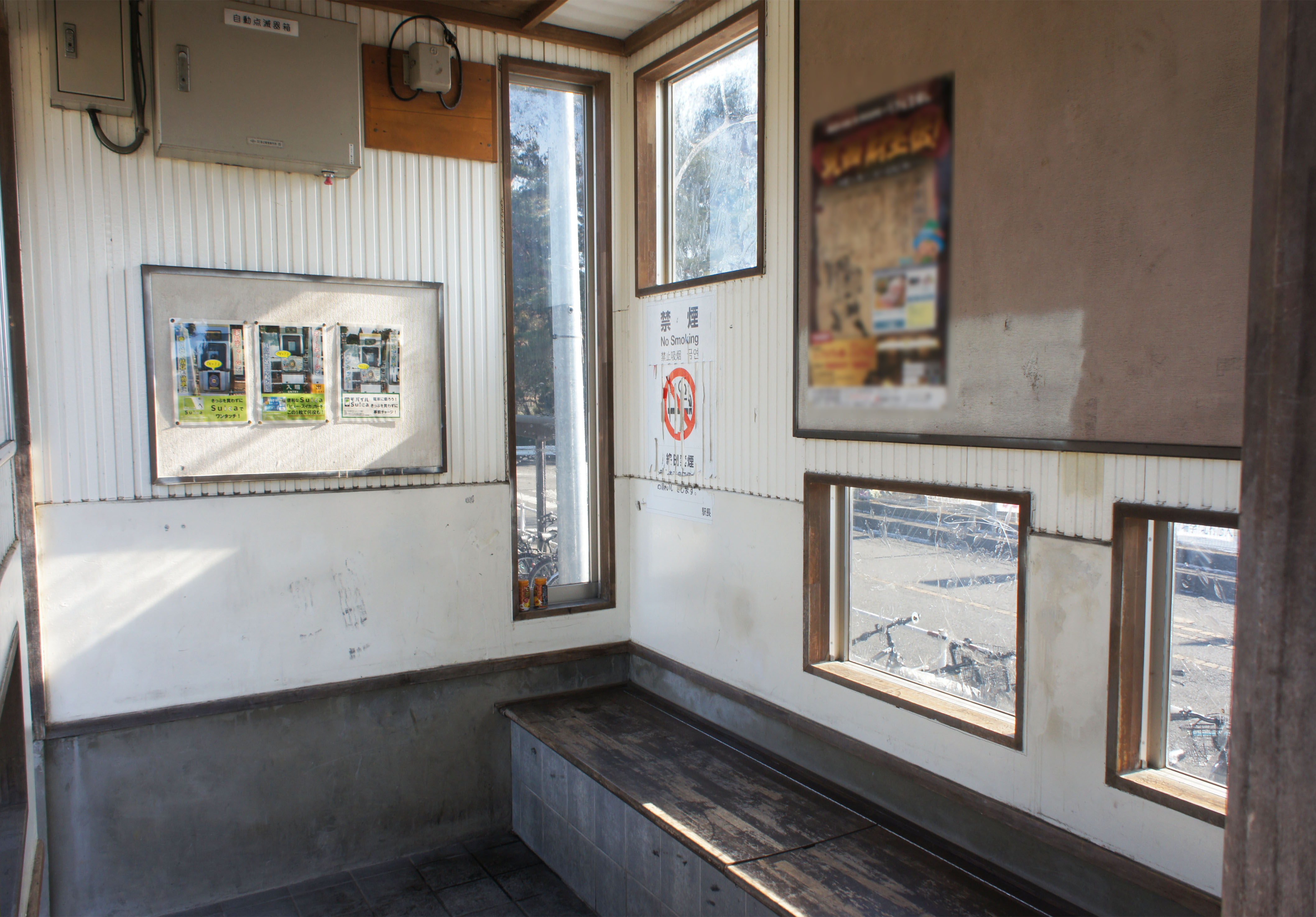
候車室内(2022年1月)

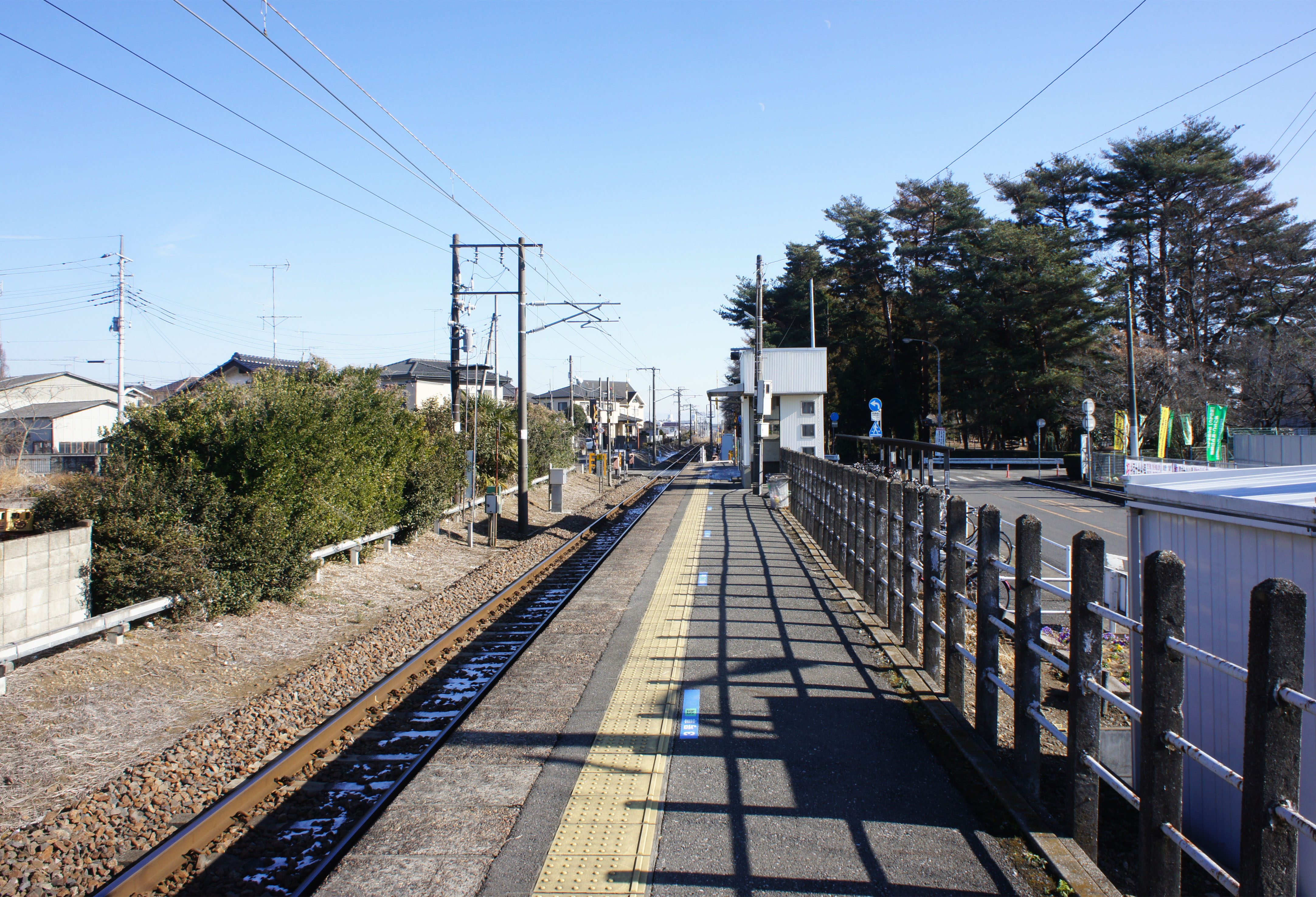
月台(2022年1月)

本站是地面車站，設有1面1線的單式月台。此站是由下館站管理的無人車站。此站設有簡易Suica閘機和乘車站證明書發行機。

### 發車音樂
| 上行 | 「Water Crown（低音）」 |
| 下行 | 「Gota del Vient」      |

此站沒有進站廣播。

## 車站周邊
- 國道4號（古河小山繞道·小山石橋繞道（日语：新4号国道））
- 國道50號
- 結城警署（日语：結城警察署）
- 結城市立結城中學
- 結城市立結城西小學

## 相鄰車站
東日本旅客鉄道（JR東日本）
■水戶線 
小山－小田林－結城

## 注腳
1. 1 2  小田林駅時刻表.駅探（日語）

## 外部連結
- 車站資訊（小田林）：東日本旅客鐵道（日語）